# Ee Mungu Nguvu Yetu
Ee Mungu Nguvu Yetu est l'hymne national du Kenya « Wimbo wa taifa wa Kenya ».
Ee Mungu nguvu yetu
 	 	
Oh Dieu de toute Création

Ilete baraka kwetu
 	 	
Apportez sur nous la bénédiction

Haki iwe ngao na mlinzi
 	 	
Que la justice soit un bouclier et un gardien

Na tukae na udugu
 	 	
Et que nous vivions en fraternité

Amani na uhuru
 	 	
En paix et en liberté

Raha tupate na ustawi
 	 	
Que nous ayons la joie et l'abondance 	
Amkeni ndugu zetu
 	 	
Réveillez-vous nos frères

Tufanye sote bidii
 	 	
Faisons tous un effort

Nasi tujitoe kwa nguvu
 	 	
Et jetons-nous avec force

Nchi yetu ya Kenya tunayoipenda
 	 	
Notre pays le Kenya que nous aimons

Tuwe tayari tuilinda
 	 	
Soyons prêts à le défendre
Na tujenge taifa letu
 	 	
Et bâtissons notre nation

Ee ndiyo wajibu wetu
 	 	
Oh c'est bien notre devoir

Kenya istahili heshima
 	 	
Que le Kenya mérite le respect

Tuungane mikono pamoja kazini
 	 	
Joignons nos mains ensemble au travail

Kila siku tuwe na shukrani
 	 	
Rendons grâce chaque jour